# Pertumbuken (Barusjahe)
Pertumbuken is een bestuurslaag in het regentschap Karo van de provincie Noord-Sumatra, Indonesië. Pertumbuken telt 895 inwoners (volkstelling 2010).